# 아말리 폰 올덴부르크 대공녀
올덴부르크의 아말리아(그리스어: Αμαλία, Βασίλισσα της Ελλάδος, 1818년 12월 21일 올덴부르크 ~ 1875년 5월 20일 밤베르크)는 그리스 왕국 오톤의 왕비였다. 올덴부르크의 아우구스트 1세와 안할트베른부르크샤움부르크호임의 공녀인 아델하이트의 딸이며, 1836년 11월 22일에 올덴부르크에서 오톤과 혼인하였다. 결혼식을 그리스에서 올리지 않았고, 그리스 정교로 개종하지도 않았으며, 그리스에 대한 전반적인 이해가 부족해 국민들의 반감을 샀다. 1861년 그녀에 대한 암살 시도가 있었을 때, 암살범은 국민적 영웅으로 추대되었고 이듬해 아말리아는 남편과 함께 바이에른으로 망명해 그곳에서 죽었다.
| 전임 신설 | 그리스 왕비 1836년 12월 22일~1862년 10월 23일 | 후임 러시아의 올가 콘스탄티노브나 |